# Victoria Wood

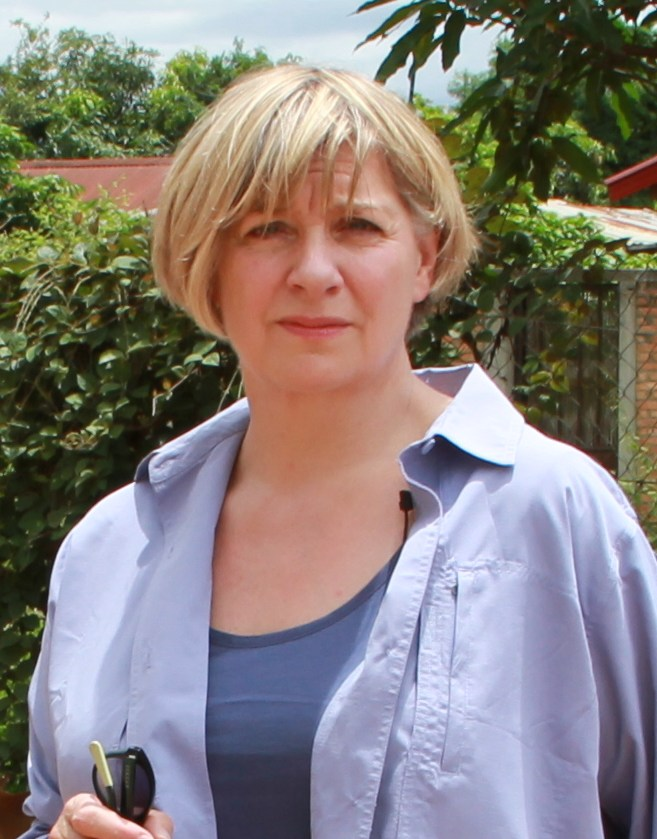
Victoria Wood (2012)

Victoria Wood CBE (* 19. Mai 1953 in Prestwich; † 20. April 2016 in London) war eine britische Drehbuchautorin, Komikerin, Schauspielerin, Komponistin und Sängerin.

## Leben
Victoria Woods Karriere begann 1974 im Alter von 20 Jahren, als sie die Talent-Show New Faces gewann. Im selben Jahr beendete sie als Bachelor of Arts ihr Schauspielstudium an der Universität Birmingham. In den 1980er Jahren wurde sie in Großbritannien durch die Fernsehserie Victoria Wood as Seen on TV bekannt. Dort spielte sie an der Seite von Julie Walters und Patricia Routledge. Im Laufe ihrer Karriere produzierte sie mehrere Fernsehfilme und Comedyserien, vor allem für die BBC, wie beispielsweise die Sitcom Dinnerladies, in der sie auch mitspielte. Wood erhielt zahlreiche Auszeichnungen, darunter viermal den British Academy Television Award sowie sechsmal den British Comedy Award. 1997 wurde Victoria Wood zum Officer of the Order of the British Empire ernannt, 2008 in die „Commander“-Stufe dieses Ordens erhoben.
Wood starb im April 2016 mit 62 Jahren an den Folgen eines Krebsleidens.

## Filmografie
Als Drehbuchautorin und Darstellerin/Moderatorin
- 1979–1981: Screenplay (Fernsehserie, drei Folgen)
- 1981–1982: Victoria Wood: As Seen on TV (Fernsehserie, 13 Episoden)
- 1987: Acorn Antiques (Videofilm)
- 1987/1991: Comic Relief (Fernsehspecial)
- 1988: An Audience with Victoria Wood (Fernsehspecial)
- 1989: Victoria Wood (Fernsehserie, 6 Folgen)
- 1992: Rosie & Ruff in Puppydog Tales (Fernsehserie)
- 1992: Victoria Wood’s All Day Breakfast
- 1994: Victoria Wood: Live in Your Own Home
- 1997: Victoria Wood Live
- 1998–2000: Dinnerladies
- 1999: Wetty Hainthropp Investigates (Kurzfilm)
- 2000: Victoria Wood with All the Trimmings
- 2000: Don’t Panic! The Dad's Army Story (Dokumentarfilm)
- 2001: Victoria at the Albert
- 2004: Victoria Wood’s Big Fat Documentary (Miniserie)
- 2004: Victoria Wood: Moonwalking
- 2006: Acorn Antiques: The Musical (Videofilm)
- 2006: Housewife, 49 (Fernsehfilm)
- 2007: Victoria’s Empire (Fernsehserie)
- 2009: Victoria Wood: What Larks! Or… What I Did on My Holidays (Kurzfilm)
- 2011: Eric & Ernie (Fernsehfilm)
- 2012: Loving Miss Hatto (Fernsehfilm)
- 2013: Victoria Wood’s Nice Cup of Tea (Miniserie)
- 2014: That Musical We Made (Dokumentarfilm)
- 2014: That Day We Sang (Fernsehfilm, auch Regie)

Nur Drehbuch
- 1981–1982: Wood and Walters (Fernsehserie, 8 Folgen)
- 1991: Julie Walters and Friends (Fernsehfilm)
- 2009: Mid Life Christmas

Nur Schauspielerin
- 1980: There Goes 1980 (Fernsehfilm)
- 1984: Insight (Fernsehserie, 18 Folgen)
- 1991: Anytime Tales (Fernsehserie, Stimme)
- 1996: Sturm in den Weiden (The Wind in the Willows)
- 1999: The Nearly Complete and Utter History of Everything (Fernsehfilm)
- 2005: The League of Gentlemen’s Apocalypse
- 2007: Ballet Shoes (Fernsehfilm)
- 2008: Stanley Baxter: Now & Then
- 2011: Comic Relief: Uptown Downstairs Abbey
- 2011: Die fantastische Welt der Borger (The Borrowers)
- 2012: Ruddy Hell! It’s Harry and Paul (Fernsehserie, drei Folgen)
- 2015: Fungus the Bogeyman (Fernsehserie, drei Folgen)